# Ravastbo
Ravastbo är en by i Huddunge socken, Heby kommun.
Ravastbo förekommer i dokument första gången 1538 ("Raffuastaboda"). Sedan äldsta beläggen har Ravastbo utgjort ett hemman om ett mantal skatte. Förleden kommer från det fornsvenska mansnamnet Ragnvast. Enligt en lokal folketymologisk sägen sägs i stället: Förr i tiden, när Huddungeslätten stod under vatten, fanns här vid ena stranden höga berg, där skeppen surrades vid stora järnringar, som var fastsatta i bergen. Det blev en god rast- och viloplats, som småningom fick namnet Rastebo.
Bland bebyggelser på ägorna finns det endast under 1600-talet kända Rastebotorp. I början av 1800-talet fanns torpet Östberga på ägorna. Modernare bebyggelser är Pellbo och Dalbo, som båda uppförs i slutet av 1800-talet.